# ハ43 (エンジン)
ハ43は、第二次世界大戦期に三菱重工業が開発・製造した航空機用空冷星型エンジン。
ハ43は陸海軍統一名称であり、陸軍ハ番号はハ211、海軍略符号はMK9、海軍呼称はなし。三菱での社内呼称はA20。
同社の空冷星型14気筒エンジン金星を18気筒化したものであり、戦闘機向けの小型大馬力エンジンとして計画された。

## 開発
三菱は、2,000馬力級のエンジンとしては火星を18気筒化した大型機用のハ42の開発を進めていたが、昭和16年(1941年)4月に深尾淳二 名古屋発動機製作所長の指示により、火星よりも小型の金星を18気筒化したA20エンジンの開発を開始した。その理由として、開発取纏役を務めた佐々木一夫は「中島が誉を開発していることを聞き、その対抗としてではないか」と回想している。
佐々木がまとめた基本構想は以下のようなものであった。
- 馬力当たりの重量（パワーウェイトレシオ）を世界一軽いものにする。
- 馬力当たりの前面面積も世界一小さいものとする。
- 世界一の高い信頼性を持たせる。
- 最高出力は2,200馬力とする。
- 高々度性能も世界一を狙う。

設計の上では、エンジンを極力小型にまとめる為に金星から続くカムの前部集中を前後振り分けに改めた。また小型化と強度を両立する為にクランクケースを鋼の鍛造品とした。更に回転数はそれまで瑞星の毎分2,700回転が最高であったところを毎分2,900回転に引き上げた。エンジンには強制冷却ファンが標準装備とされた。
主要図面の出図は昭和16年(1941年)10月に完了、試作初号機は昭和17年(1942年)2月に完成し試運転を開始した。試運転、負荷試験と続く耐久運転ではピストンや軸受けの焼損、各部の焼付き、割損、折損、高速運転時の弁機構破損が頻発し、油冷却器の容量増大など対策に苦慮した。それでも昭和18年(1943年)6月には海軍の耐久試験に合格し、12月からは試作機に搭載されて飛行試験に供されるまでこぎつけた。しかしハ43を搭載した試作機のうち終戦までに実用に達したものはなく実戦には使われていない。
製造工場である名古屋発動機製作所は1944年末から繰り返しの爆撃を受け（名古屋大空襲）、ついに1945年4月7日の被爆によって工場の機能は全面的に停止し、復旧の見通しを失ってしまう。その後も工場の疎開先が二転三転し、量産体制が再び整う事は無かった。製造数は77台とされる。

## 評価
大戦末期に海軍の主力エンジンであった誉が、未熟練工の大量生産による粗製濫造と燃料事情の悪化により、出力・稼働率の低下に悩まされていたため、信頼性に定評があった金星の流れをくむハ43の生産が間に合えば「烈風などの高性能機が活躍したのでは」などの誉より信頼性が高いとする説が多い。
だが、ハ43は終戦時においても大量生産可能な段階に至っておらず、烈風以外にハ43を搭載して試験中であった陸軍の新型遠距離戦闘機キ83も排気タービン過給機よりもエンジン本体の不調に悩まされている。他にも、震電も終戦間際のテスト中にハ43に故障が発生し、これを修理するために三菱の技術者の到着を待っていたところで終戦を迎えたという記録が残されていることから、近年はハ43の信頼性に否定的な意見も多い。
ある海軍技官はハ43も量産に入れば誉と同じ様に品質低下に悩まされるだろうと意見（但し、海軍は誉の開発段階から深く関与しており、烈風開発においても出力不足が懸念されたにもかかわらず誉を強く推していたことに留意）しているし、烈風のテストパイロットの小福田少佐も1945年のハ43搭載機の飛行実験の直後に「誉の後に来るものとして約束されあるも未だその信頼性は実戦に対して不十分なり」とコメントしている。
反面、震電開発に関わった倉持勝朗技師や西村三男技師らは「よく回りました｣｢ハ四三の量産の可能性は十分にあったでしょう」｢実用の域に達した量産可能なエンジンでした」と高く評価している。

## 各種形式
ハ43-11
陸軍ハ番号ハ211Iル、海軍略符号MK9A。基本形式。2速機械過給機と排気タービン過給機の2段過給機を装備。なお松岡 (2017)は排気タービン過給機のないものをハ43-01、排気タービン過給機を備えたものをハ43-11としているが、堀越 & 奥宮 (1982)などは排気タービン過給機のないものをハ43-11、排気タービン過給機を備えたものをハ43-11タービン付きまたはハ43-11ル、と記述しており形式名にブレがある。本稿では松岡 (2017)に従っている。
ハ43-01
陸軍ハ番号ハ211I、海軍略符号MK9A。ハ43-11から排気タービン過給機を省いたもの。前述の通り書籍によって形式名にはブレがある。
ハ43-21
陸軍ハ番号ハ211II、海軍略符号MK9B。ハ43-11の排気タービン過給機を除いてフルカン式機械過給機を装備したもの。
ハ43-41
海軍略符号MK4D。試製閃電向けにハ43-21を延長軸付・推進式に改めたもの。
ハ43-42
海軍略符号MK4D改。試製震電向けの延長軸付・推進式。
ハ43-42
試製震電向け。ハ43-42より公称ブースト圧が引き上げられている。
ハ43-44
試製震電向け。過給機を1段の3速機械過給機に変更したもの。
ハ43-51
海軍略符号MK4C。1段3速機械過給機装備の牽引式。

## 主要諸元
| 名称 （陸軍ハ番号） 〈海軍略符号〉 | 名称 （陸軍ハ番号） 〈海軍略符号〉 | 名称 （陸軍ハ番号） 〈海軍略符号〉 | ハ43-01 （ハ211I） 〈MK9A〉 | ハ43-11 （ハ211Iル） 〈MK9A〉 | ハ43-21 （ハ211II） 〈MK9B〉 | ハ43-42 〈MK9D改〉             | ハ43-43                        | ハ43-44            | ハ43-51 〈MK9C〉   |
| ---------------------------------- | ---------------------------------- | ---------------------------------- | --------------------------- | ----------------------------- | ---------------------------- | ------------------------------ | ------------------------------ | ------------------ | ------------------ |
| 形式                               | 形式                               | 形式                               | 空冷複列星型18気筒          | 空冷複列星型18気筒            | 空冷複列星型18気筒           | 空冷複列星型18気筒             | 空冷複列星型18気筒             | 空冷複列星型18気筒 | 空冷複列星型18気筒 |
| 内径×行程                          | 内径×行程                          | 内径×行程                          | 140 mm × 150 mm             | 140 mm × 150 mm               | 140 mm × 150 mm              | 140 mm × 150 mm                | 140 mm × 150 mm                | 140 mm × 150 mm    | 140 mm × 150 mm    |
| 排気量                             | 排気量                             | 排気量                             | 41.6 L                      | 41.6 L                        | 41.6 L                       | 41.6 L                         | 41.6 L                         | 41.6 L             | 41.6 L             |
| 圧縮比                             | 圧縮比                             | 圧縮比                             | 7.0                         | 7.0                           | 7.0                          | 7.0                            | 7.0                            | 7.0                | 7.0                |
| 寸法                               |                                    |                                    |                             |                               |                              |                                |                                |                    |                    |
| 全長                               |                                    | 2,020 mm                           | 2,184 mm                    |                               |                              |                                | 2,211 mm                       |                    |                    |
| 直径                               | 1,230 mm                           | 1,230 mm                           | 1,230 mm                    | 1,230 mm                      | 1,230 mm                     | 1,230 mm                       | 1,230 mm                       |                    |                    |
| 重量                               | 重量                               | 重量                               | 960 kg                      | 980 kg                        | 1,035 kg                     | 1,160 kg                       |                                |                    | 1,000 kg           |
| 過給機形式                         | 過給機形式                         | 過給機形式                         | ギア2速                     | ギア2速 +排気タ               | ギア2速 +フルカン            | ギア1速 +フルカン              | ギア1速 +フルカン              | ギア3速            | ギア3速            |
| 減速比                             | 減速比                             | 減速比                             | 0.472                       | 0.472                         | 0.472                        | 0.472                          | 0.472                          | 0.472              | 0.472              |
| 離昇出力                           |                                    |                                    |                             |                               |                              |                                |                                |                    |                    |
| 回転数                             | 2,900 rpm                          | 2,900 rpm                          | 2,900 rpm                   | 2,900 rpm                     | 2,900 rpm                    | 2,900 rpm                      | 2,900 rpm                      |                    |                    |
| 吸気圧                             |                                    | +520 mmHg                          | +500 mmHg                   | +500 mmHg                     | +500 mmHg                    | +500 mmHg                      | +520 mmHg                      |                    |                    |
| 馬力                               | 2,200 HP                           | 2,200 HP                           | 2,100 HP                    | 2,130 HP                      | 2,070 HP                     | 2,130 HP                       | 2,200 HP                       |                    |                    |
| 公称出力                           |                                    |                                    |                             |                               |                              |                                |                                |                    |                    |
| 回転数                             | 2,800 rpm                          | 2,800 rpm                          | 2,800 rpm                   | 2,800 rpm                     | 2,800 rpm                    | 2,800 rpm                      | 2,800 rpm                      |                    |                    |
| 吸気圧                             |                                    |                                    |                             | +300 mmHg                     | +420 mmHg                    | +420 mmHg                      |                                |                    |                    |
| 地上馬力                           |                                    | 2,000 HP                           | 1,740 HP                    | 1,700 HP                      | 1,830 HP                     | 1,900 HP                       | 2,000 HP / 1,640 HP / 1,300 HP |                    |                    |
| 高度馬力                           | 2,020 HP / 1,800 HP                | 2,070 HP / 1,950 HP                | 1,900 HP / 1,600 HP         | 1,850 HP / 1,660 HP           | 1,930 HP / 1,600 HP          | 2,000 HP / 1,830 HP / 1,660 HP | 2,070 HP / 1,930 HP / 1,660 HP |                    |                    |
| 高度                               | 1,100 m / 5,000 m                  | 1,000 m / 5,000 m                  | 2,000 m / 8,400 m           | 2,000 m / 8,400 m             | 700 m / 8,700 m              | 1,800 m / 5,000 m / 8,700 m    | 1,000 m / 5,000 m / 8,700 m    |                    |                    |
| 出典                               | 出典                               | 出典                               | [ 15 ]                      | [ 17 ]                        | [ 17 ]                       | [ 18 ]                         | [ 18 ]                         | [ 18 ]             | [ 17 ]             |

## 搭載機種
- 烈風
- 紫電改（エンジンを誉から換装する計画があった）
- 震電
- キ74（排気タービン型）[19]
- キ83（排気タービン型）
- キ98（排気タービン型）